# 潘基文
潘 基文（パン・ギムン、ばん きぶん、韓国語: 반기문, ラテン文字転写: Ban Gimun、英語: Ban Ki-moon、1944年6月13日 - ）は、韓国の政治家。第33代大韓民国外交通商部長官、2007年1月から2016年12月まで9年間第8代国際連合事務総長などを歴任。第11回ソウル平和賞（2012年）受賞者。

## 生い立ち

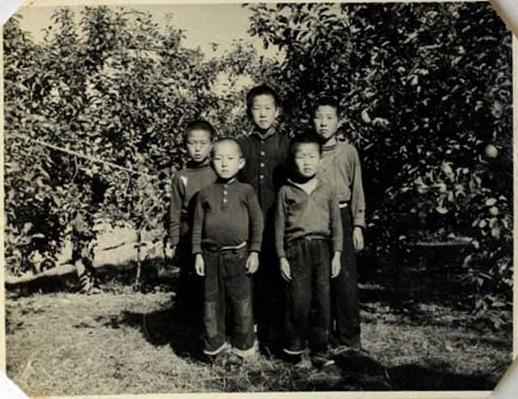
小学2,3年生のころの潘基文(後列中央)

忠清北道陰城郡遠南面杏峙村に生まれる。本貫は光州潘氏。8歳の頃、家族は忠州市近くの町に移住し、そこで育つ。朝鮮戦争（1950–1953）の影響を受け、家族とともに避難生活を送る。父親(潘仁淑)は農業を生業としていた他、大問屋に勤務していたが、店が倒産し、一家は中流的な生活水準を失った。
勉強熱心な少年で、高校生のときに「模範学生」として知られていた。1962年には米国の派遣プログラムで初めて海外を訪れ、ジョン・F・ケネディ大統領と会う機会を得た。この経験が彼に外交官を志すきっかけを与えた。

## 外交官
1970年2月にソウル大学校外交学科を卒業し、同月高等外交官試験に合格、3月に外交部に入部した。1972年の駐インド韓国大使館副領事を初め、1974年同二等書記官など主に海外勤務畑を歩み、1980年に外交部国際組織条約局国連課長に就任した。
その後外交部派遣によりハーバード大学ケネディ行政大学院に留学し、1985年4月に修了、修士号を取得した。1985年4月に首相外交儀礼担当秘書、1987年7月には駐米大使館総領事、1990年6月に外交部米州局局長、1992年2月に外相特別補佐官、1992年7月に駐米公使、1995年2月の外交部副長官を経て、1996年11月には金泳三の外交安全保障担当大統領特別秘書となった。
その後2000年1月に外交通商部副長官、2001年5月に国連大使、2002年2月に無任所大使を経て、2003年2月、大統領盧武鉉（当時）の外交政策補佐官、2004年1月からは外交通商部長官（外務大臣）に任命されている。
盧武鉉政権下では、大統領府主導で政策決定が行われていたため、潘基文は大統領府と外国政府の板ばさみになって大いに苦労した。太陽政策進展に尽力したが、自らの発言の数日後にその発言と反する内容の大統領発言があるなどの出来事もあった。

## 国連事務総長

### 国連事務総長への立候補
2006年2月、国連事務総長選挙に立候補することを表明した。他の有力候補にはインド人の国連事務次長（広報局長）シャシ・タルール、タイ王国の副首相スラキアット、スリランカの元国連事務次長（軍縮局長）ジャヤンタ・ダナパラの名が挙げられたが、7月24日に行われた国際連合安全保障理事会の各理事国による予備投票において潘基文は最も多くの票を獲得し、有力候補の一人となった。
2006年10月2日、国連安全保障理事会は4度目の予備投票を行った。この結果、拒否権を持つ常任理事国5か国が一致して潘を支持し（安保理全体では14か国の支持）、当選が確実となった。

潘基文は厳しい日韓関係の中でも、外務大臣麻生太郎（当時）との会談で信頼関係を醸成した点など、“外交のプロ”と言われ、日本外交当局の評価も高かった。国連大使の大島賢三は「アジアの優れた候補から選出するという目的に沿った方向で事態は動いている。日本政府としての態度を最終決定した上で、正式投票に臨む」と語った。

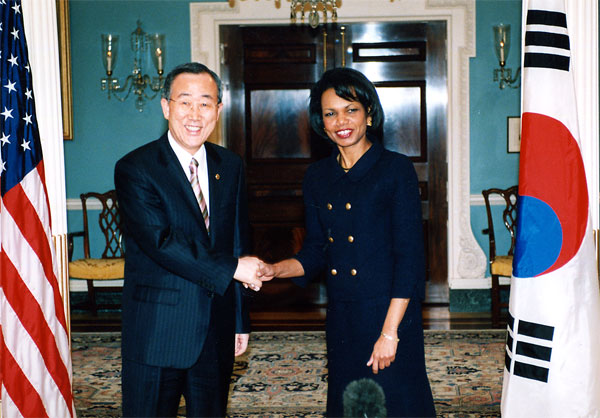
潘基文とコンドリーザ・ライス米国務長官（2006年1月当時）

潘はアメリカ合衆国と縁が深く、アメリカ政府との関係も良好と見られる。10月3日、潘の当選が確実となった予備投票の結果を受けて、アメリカの国連大使ジョン・ボルトンは「米国はこの結果を歓迎する」と述べた。
2006年10月20日、ソウルを訪問した麻生太郎は、潘が次期国連事務総長に当選したことについて「我々もアジアとしても大変誇らしい」と祝福した。これに対して潘は「日本は国連で活動を活発にしている重要な国だ。安保理議長国として努力していることを評価する」「事務総長に就任したら、日本と緊密に連携、協調していきたい」と述べた
。
2006年10月14日、国連事務総長に当選する。2007年1月1日から5年間、事務総長職を務める。
2011年UNの加盟国192か国の全会一致で2012年1月1日から5年間、再び務めることになった。

### 事務総長として

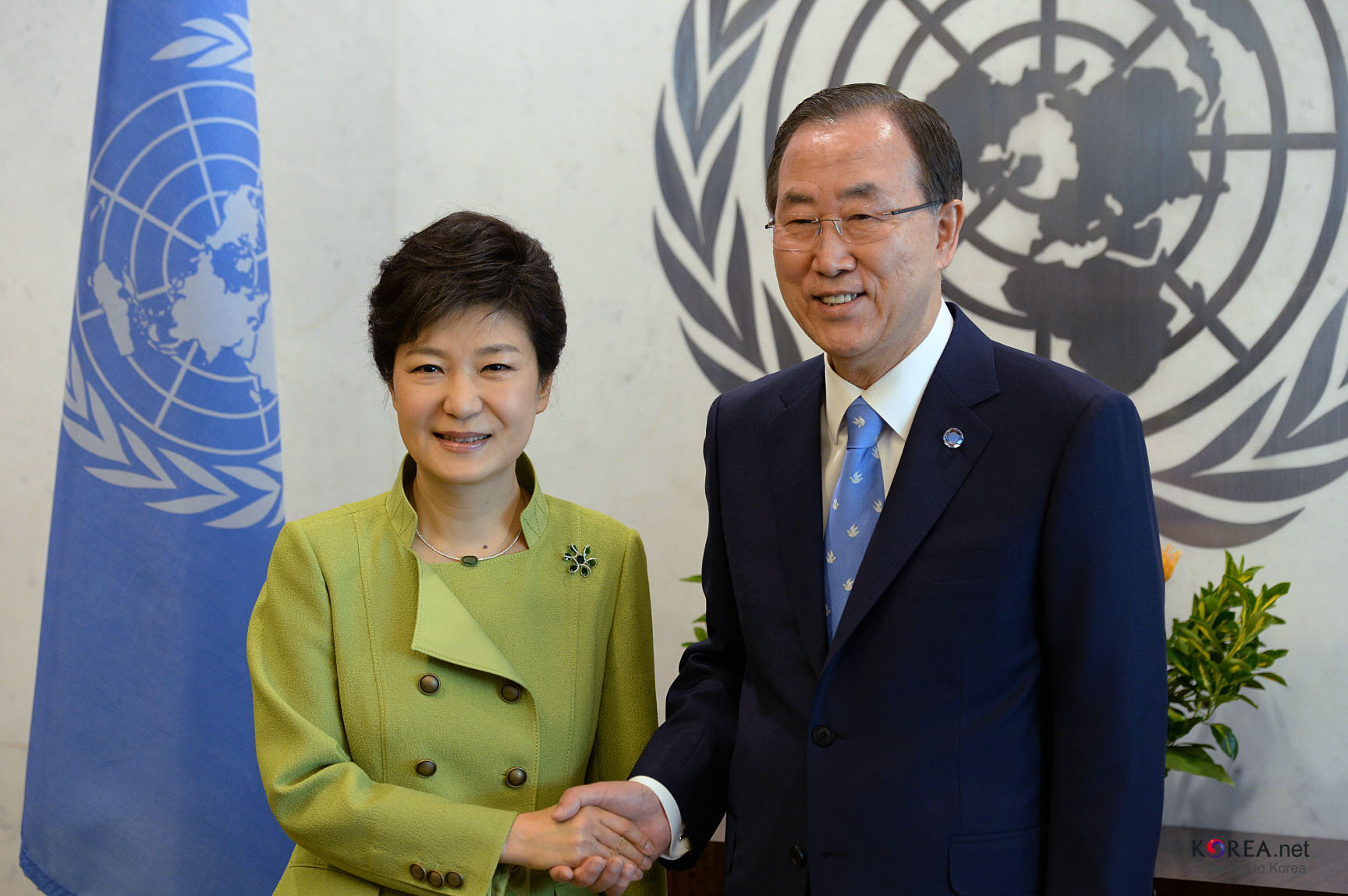
国連本部で潘基文（右）と朴槿恵韓国大統領（2013年5月）

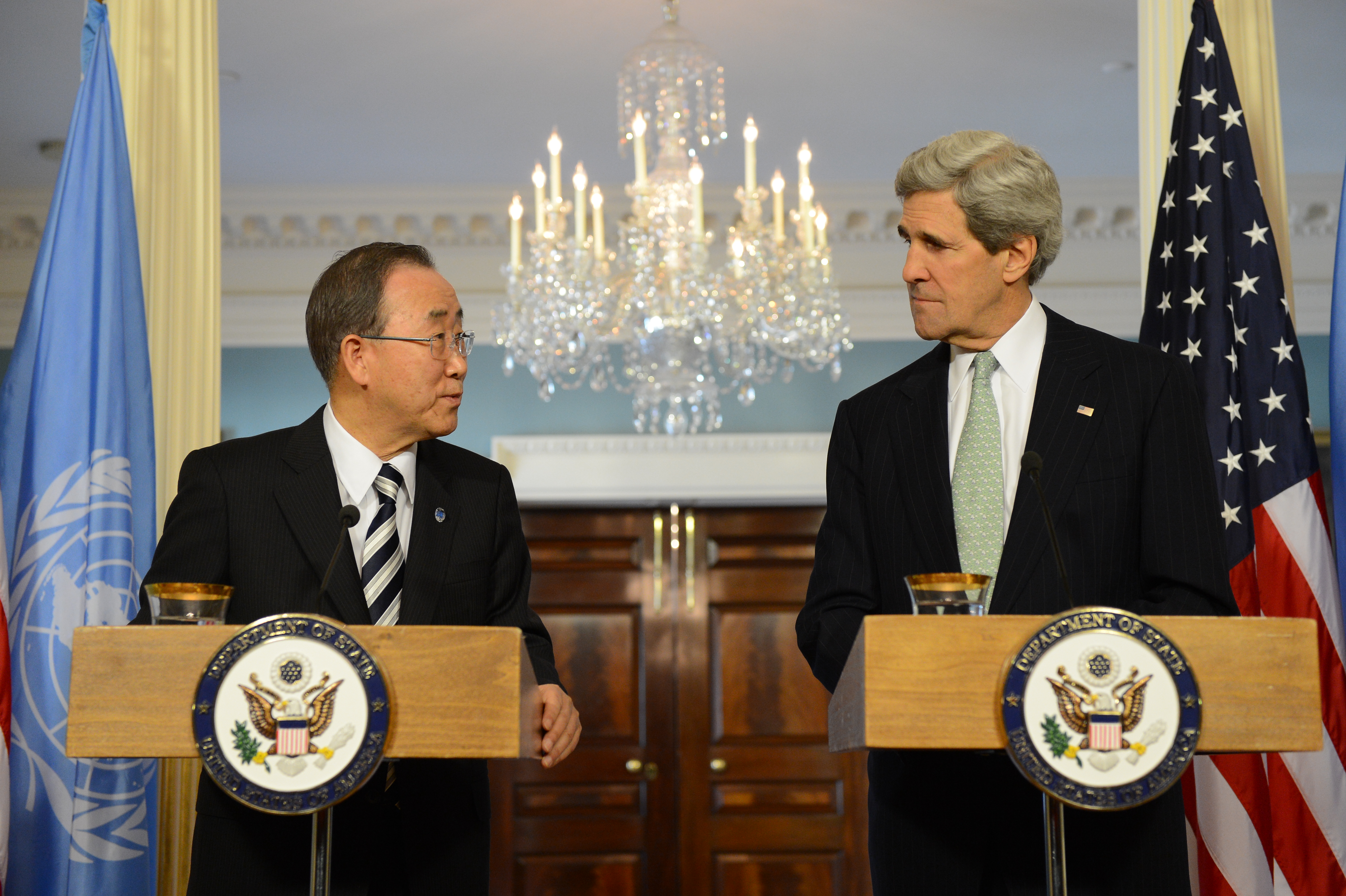
ジョン・ケリー国務長官（右）と潘基文（2013年2月）

台湾の国連加盟問題について「台湾は中華人民共和国の一部（一つの中国）」という見解を示している。2007年7月19日に陳水扁中華民国総統は「台湾」としての国連加盟を求める親書を潘基文宛に送付した。23日、国連事務総長報道官は中華人民共和国の代表権を認めた「アルバニア決議」を理由に、この親書を返却した。アメリカおよび日本は台湾が国家としての条件を備えておらず、国連加盟には反対であるとしながらも、アルバニア決議には台湾単独での国連加盟を妨げる表現は存在しないと抗議している。
2013年9月3日、潘基文は記者会見の場で、「軍事力の行使は国連憲章51条に基づく自衛のため、もしくは国連安全保障理事会が承認したときにのみ合法」との立場を明確に示し、シリア内戦に対する軍事的介入（人道的介入）を計画するアメリカを牽制した。この立場は、2005年10月の国連首脳会合成果文書において確認された「保護する責任」の軍事行動の正当化要件に合致する。潘基文はかねてから「保護する責任国連事務総長特別顧問」の新設を提案するなど、「保護する責任」の概念を擁護していた。

### 人事問題
元国連大使の崔英鎮を駐コートジボワール国際連合事務総長特別代表に任命するなど、国連の主要な役職に韓国人を起用したことから、縁故主義であるとして潘に対し国連内部から反発が生じていることが報じられている。これに対して潘は、元々国連への財政負担の割に極端に職員数が少なかった韓国人職員の数が増えたに過ぎない、と反論している 。ただし、韓国は国連分担金のうち、10個国際機関分担金1100億ウォン（1億1600万USドル）を滞納しており、2007年に387億ウォン（4100万USドル）、2008年に713億ウォン（7500万USドル）を投入して滞納を皆解消する計画を示してはいたが、この発言の時点では完済していない。2007年には潘の娘婿のインド人を国際連合イラク支援ミッション (UNAMI) の官房長に抜擢して世界各国に『過去最低の国連事務総長』と叩かれた。国連職員組合は「親類縁者や友人を頼った求職」を批判する文書を2007年12月に採択する事態となっている。

### 事務総長としての中立性
国連事務総長は複数国家の代表として、職務の中立性が求められる。しかし、潘は事務総長就任以来、上記の縁故採用問題などの他に下記にあるような事務総長としての中立性を保っていないとされる出来事を起こしている。
2007年10月24日の「国連の日」においては、毎年この日に恒例行事として国連本部で行われる事務総長主催のコンサートが開催された。加盟192か国の大使や外交官ら約1600人が出席した。この日、潘の意向によって母国のソウル・フィルハーモニー管弦楽団が公演を行い、ソウル市と韓国国連代表部がコンサートを後援した。
このコンサートの場において、韓国国連代表が作成した「Welcome to KOREA」と題された、日本海を「東海」と表記した英文のパンフレットが式次第とともに配られた。事務総長が主催する国連コンサートでこうしたパンフレットを配布するのは過去に例がなく、国連側はその場で回収するなどの措置も取らなかった。韓国側は地名の表記方法などについて話し合う国連地名標準化会議で、日本海の呼称を「東海」と併記するよう求めており、加盟国大使らが多数出席するコンサートの場を利用して自らの主張の定着を狙ったものとみられる。翌日、日本の国連代表部は国連事務局と韓国国連代表部に対し、文書などで抗議を行った。
2008年7月3日、 事務総長就任後初めて訪韓した際に、訪韓の感想を問われて、「韓国人の国連事務総長として韓国の国力伸張に貢献できるようベストを尽くす」と述べた。一方で2008年になると、韓国国内の政治の混乱、また国際社会において韓国が自ら果たすべき役割の規模が小さ過ぎるという現状に対し、メディア等で苦言を呈する場面も出てきている。
2011年11月30日、釜山にある国連軍の兵士などを埋葬したUN記念公園を事務総長として初めて訪問した。
2011年、安重根が日本の元老である伊藤博文を暗殺するミュージカルがニューヨークのリンカーン・センターで公演されると、ニューヨーク滞在の各国国連大使を招待した。
2013年8月26日、前任の事務総長までの慣習である「歴史を消し去ることはできない」との言及をやめ、「『日本政府や政治指導者ら』は、とても深くみずからを省みて、国際的で未来志向のビジョンを持つことが必要だ」と中立的立場をとらない対日批判を行った。なお国連憲章100条1には「事務総長及び職員は、その任務の遂行に当って、いかなる政府からも又はこの機関外のいかなる他の当局からも指示を求め、又は受けてはならない。」との記載があり、この規定に抵触する可能性が指摘されている。中国外務省はこの発言に対して「『積極的に』評価する」と支持表明し、韓国との共闘をアピールした。
2015年5月9日、ロシアによるクリミアの併合に抗議して西側諸国が欠席する中で行われたロシアのモスクワ対独戦勝記念式典に出席。同年9月3日、北京で行われた中国の「抗日戦争勝利70年」記念式典と軍事パレードにも出席。日本の菅義偉内閣官房長官が8月31日の会見で「国連には190か国以上が加盟しており、国連はあくまでも中立であるべきだと思う」と述べ、国連内でも出席に疑問を持つ声が上がるなど、中立性に疑問が呈された。2015年9月4日、この日本側の抗議に対し、潘は中国中央テレビのインタビューにおいて、「国連は中立的な機関（neutral body）ではない」と正面から反論した。また、人道に対する罪、戦争犯罪、ジェノサイド罪の容疑で国際刑事裁判所から訴追されているスーダンのオマル・アル＝バシール大統領が同席していたことに自ら国連加盟国に逮捕状執行を呼びかけていた潘が何ら行動しなかったことも非難された。

### 評価
『ニューズウィーク』は「潘基文事務総長の無能ぶりは際立っている」と批判し、潘は大きな失敗を犯したわけではないが、核問題や難民問題にも関心を示さず、「世界中で名誉学位を収集して歩き、見事なまでに何も記憶に残らない声明を発表し、事務総長として影響力を発揮できたかもしれない貴重な機会を無駄にすることに費やしている」と批判した。

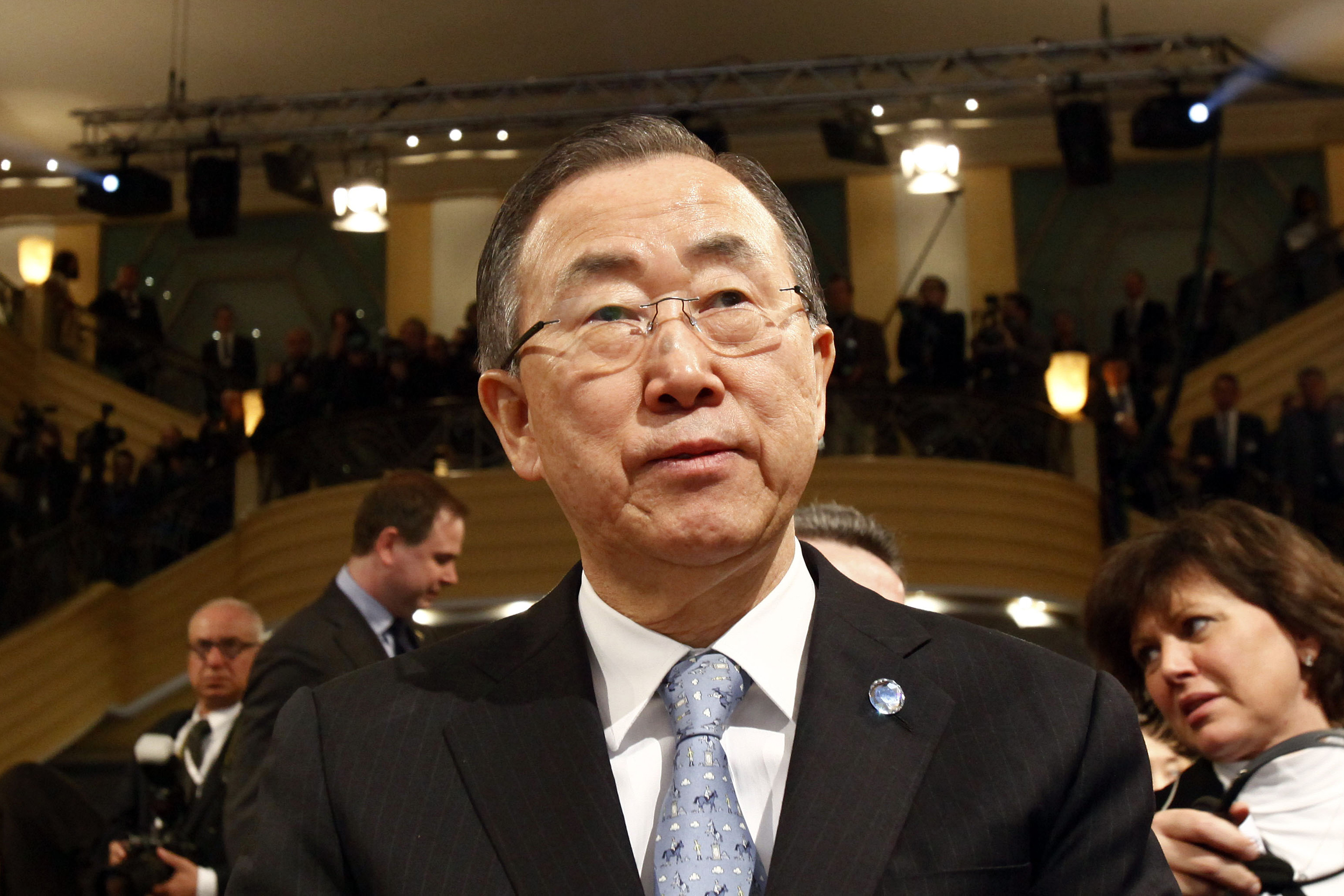
潘基文（2014年2月）

潘は2009年7月にはアウンサンスーチーとの面会のためミャンマー入りしたが、彼女との面会を果たさぬままミャンマーを去った。これを受けてオスロ合意締結に尽力したノルウェーのモナ・ユール（当時次席国連大使、夫のテリエ・ロード・ラーセンは潘の下でレバノン問題特使を務めていた）は、本国政府宛の公電において潘のミャンマー訪問を「指導力を見せようともがく事務総長を象徴する成果のなさ」と批判し、スリランカ情勢をめぐっても潘は「非力な傍観者」でしかなかったと批判した。『ニューズウィーク』はこのユールの公電について報道し「潘は国連事務総長になるべきでなかった」と批判した。潘はノルウェー訪問中にユールの公電に対し「わたしたちはみな異なるバックグラウンドと異なるリーダーシップのスタイルを持っている」と反論した。
『ヒューマン・ライツ・ウォッチ』は2011年1月24日に発表した年次報告書において、潘について「人権侵害を繰り返す国々に対して、国際的な地位がそれほどでもない国々に対しては、強い批判を口にするが、中国のような大国に対しては何もしない」と批判した。また、2016年6月に国連が公表した「子供と武力紛争」報告書で、内戦状態にあるイエメンの項目において「子供を殺傷したり少年兵として徴用したりしている組織や国」として指摘された「サウジ主導の連合軍」の記述が、サウジアラビアなどの資金面での圧力によって削除されたため、ヒューマン・ライツ・ウオッチなど20を超える国際人権団体は抗議文を提出した。これについては「あしき先例を作った。これがまかり通ると、貧困国しかリストに載らないことになる」と批判の声が上がった。
世界連邦運動世界政策研究所のウィリアム・ペイス専務理事によれば、潘基文は人権や途上国の開発分野において優れた功績を残していると述べている。一例として、2015年から2030年までの世界の貧困削減目標を定めた『持続可能な開発目標』の採択におけるリーダーシップを挙げ、この採択は過去20年間で最も成功した国家間交渉の一つだと述べている。国連の組織運営については、潘に最も近しい人たちの話として、潘が国連組織を適切に運営できるようになるまで2年以上かかったと述べている。しかしながら国連人権高等弁務官の任命過程は適切で、また、人事や職務上の不正をしていないことは今日の世界では特筆すべきことだと述べている。スーダンにおけるダルフール危機、リビアやシリアにおける内戦、イスラム国の拡大などの事態について、潘のリーダーシップの欠如を批判する声もあるが、事務総長はスケープゴートにされているだけで、主たる責任は安保理の常任理事国5か国にあると述べている。ペイスは潘基文を総評して、「カリスマ性は無いが遺産を残したリーダー」と述べている。
2016年4月13日、アメリカのボブ・コーカー上院外交委員長はPKOの要員らによる性的暴力が多発している問題に対処できていないとして潘基文を「無能」と厳しく批判している。
2016年5月21日、イギリスの『エコノミスト』誌は改めて潘基文を「失敗した事務総長であり、歴代最悪の事務総長の一人」「行政能力でも統治能力でも失敗した事務総長とみられている」「話が下手で手続きに執着し、懸案への素早い対応能力や業務の深さも不十分だった」「大国に対抗することを嫌った最も活気のない、最悪の総長の一人」と酷評した。また『ニューヨーク・タイムズ』も「力のない傍観者」「どこにいるのか分からない男」と潘基文を非難している。
しかし、韓国国内では「世界大統領」と呼ばれるほど人気を博しており、大統領選挙では潘基文待望論もあった。
外交専門誌『フォーリン・ポリシー』は、シリアやウクライナの紛争で、役割をまともに果たせなかった、名ばかりの最高指導者だったと評した。また、歴史上、最も親米的な国連事務総長としている。また、先述の中国の抗日式典への出席などから親中的とも評されているが、潘が国連事務次長に起用した中国の沙祖康との確執も報じられていた。沙は当初から「中国のボルトン」と呼ばれるなどタカ派的な言動で批判されており、2012年に潘によって同じ中国の呉紅波と国連事務次長を交代させられた。

### 内部査察室事務次長との確執
国連内部査察室トップのインガ＝ブリット・アレニウス事務次長は、2010年7月の退任時に潘基文事務総長に50ページにわたる報告書を提出し、その中で「国連は活動の透明性も説明義務も果たしていない」、「事務総局は腐敗しつつあり、戦略なき無責任な運営は、国連の改革をもたらさないどころか国連の弱体化を招いている」と述べ、「彼の行動は嘆かわしいだけでなく厳しく非難されるべきだ」と潘基文を真っ向から批判した。同報告書では、潘事務総長が会計監査報告の公開や犯罪とみられる行為の告発を拒んだり、空席状態が続く調査部門責任者の人事を却下したり、業務を阻むような行動を取っていたと指摘している。この2人の確執は以前から知られており、調査部門の人事をめぐっては、アレニウスが米検察官のロバート・アップルトン（Robert Appleton）を2度推挙したが、潘はまともに取り合わなかったという。このことに関してアップルトンは、潘事務総長が本来中立であるべき監察室の人事に政治的な介入を行い、不当に採用を阻まれたとして、国連不服審判所に150万ドル相当の損害賠償などを求める訴えを起こしている。

### 退任
2016年12月31日の退任を前にした12月30日、潘はニューヨークの国連本部でスピーチし、「この10年間、声なき人の声として、自分の身を守れない人の擁護者として働いてきた。皆さんが引き継いでほしい」と呼びかけた。また、国連本部で職員らを前にした別れのあいさつで、「シンデレラのような気分。あすの夜12時ですべてが変わる」と冗談を飛ばした。

## 退任後
2017年6月、国際オリンピック委員会倫理委員会の委員長に指名される。
2018年4月、福田康夫の後任でボアオ・アジア・フォーラムの理事長に就任した。
2019年2月、「より良い未来のための潘基文財団」を設立することが明らかになる。
2019年3月、当時韓国国内で顕在化していた大気汚染問題を専門に取り扱う新組織「粒子状物質解決のための汎国家的機構」が創設されることとなり、文在寅大統領の要請で潘はそのトップである委員長職を引き受け、環境面での中国の努力に対して韓国は取り組みが足りないとして問題の責任をめぐって中国と応酬していた韓国国内での論調を叱責した。また、文政権の北朝鮮に対する宥和政策についても6か国協議など過去に非核化を反故にされた例を挙げて「2度騙されたら騙された人間が愚か」と苦言を呈した。
2019年4月、中国を訪れて習近平国家主席と会見し、潘を委員長とする国家気候環境会議が設立された。

## 韓国大統領選
2016年5月末に韓国へ一時帰国した時、潘は「韓国の市民として何をしなければならないのか、（今年末に任期が終了する事務総長職を辞めた後に）悩み、決心する」と発言した。韓国では、この発言が大統領選出馬の意思表示とされた。この帰国が、事実上の選挙運動ともされ、事務総長の職にあるのに選挙の準備をして良いのかと批判された。
国連では、1946年に「国連事務総長は退任直後に政府職を務めてはならない」という決議が採択されており、潘基文が大統領選に出馬することは、この決議に反するのではとの指摘がある。しかし、決議案に法的拘束力は無いという指摘もあり、また決議が定めているのは「政府職」であり、大統領のような「選出職」は該当しないとの見方もある。なお、ステファン・ドゥジャリク国連事務総長報道官は記者からこの決議に関する質問に対し「もちろんだ。彼（潘総長）はその決議を知っている」と回答している。
2016年6月に行われた韓国ギャラップの調査では、次期大統領選の有力候補の中で、支持率1位となった。2016年9月15日には、事務総長の任期の後に韓国へ戻ると発言した。具体的な帰国時期を明かしたのは大統領選に出馬する意思表示と受け止める見方がある。
2016年12月20日、潘は「私が10年間国連事務総長を務めながら学び、見て、感じたことが韓国の発展に役立つならば、この身を燃やしてでも努力する用意がある」と発言。事実上、来年の韓国大統領選出馬を宣言したものと報じられた。
2017年1月12日、韓国に帰国し、仁川国際空港の到着ロビーにて会見を開き、「人をけなして手段を選ばずに権力を奪い取ろうとするのが権力志向なら、私は権力志向ではない」と語り、「ひとえに国民と国家のために身を燃やす意思があるか、その意思があるなら私はいくらでもみなさんと共にする」と述べた。
潘基文が大統領選に出馬するにあたり、「10年間海外にいた」という点が韓国の公職選挙法に違反しているのではとの指摘がある。また、「国連事務総長が退任後に政務職へ就くのは国連決議違反」という問題も指摘されている。これらの問題について、 2017年1月13日、韓国の選挙管理委員会は「出生後5年以上居住してさえいれば資格がある」「ここでいう政府職とは、政府の業務を担当する任命職をいうと通常は解釈しており、選出職は該当しないというのが一般論」として、潘の出馬に問題ないと表明した。
財閥改革などを訴え、安全保障については朴槿恵政権のTHAADミサイル配備と韓米同盟重視を支持するとしている。
次期大統領の最有力候補と目されていたが、朴槿恵大統領の親友らによる国政介入疑惑（崔順実ゲート事件）の発覚を受け、支持率が急落した。国連総会出席などのためニューヨークを訪問した朴槿恵を潘が毎回手厚くもてなしていたことがよく知られており、朴槿恵に近い後継候補とのイメージを持たれたことが影響したと思われる。
2017年2月1日、国会内で記者会見を開き、次期大統領選への立候補を断念する考えを明らかにした。

## その後の動向
2019年10月、世界平和統一家庭連合（旧：世界基督教統一神霊協会〈統一教会〉）から鮮鶴平和賞中の創設者特別賞(賞金50万ドル)を受賞、その後、2021年5月に世界平和統一家庭連合のフロント組織である「天宙平和連合」(UPF)の主催する「第6回希望前進大会」にメッセージを寄せ、2022年2月やはりUPFの主催する「ワールドサミット2022・韓半島（朝鮮半島）平和サミット」に共同組織委員長としてフン・センカンボジア首相と名を連ねるなど、世界平和統一家庭連合と関わりを持つようになっている。
2020年9月には日本の鳩山由紀夫や田中眞紀子やスペインのハビエル・ソラナらとともに核兵器禁止条約支持と22カ国の現役の政治指導者に条約への参加を求める公開書簡を出した。

## 日本との関連

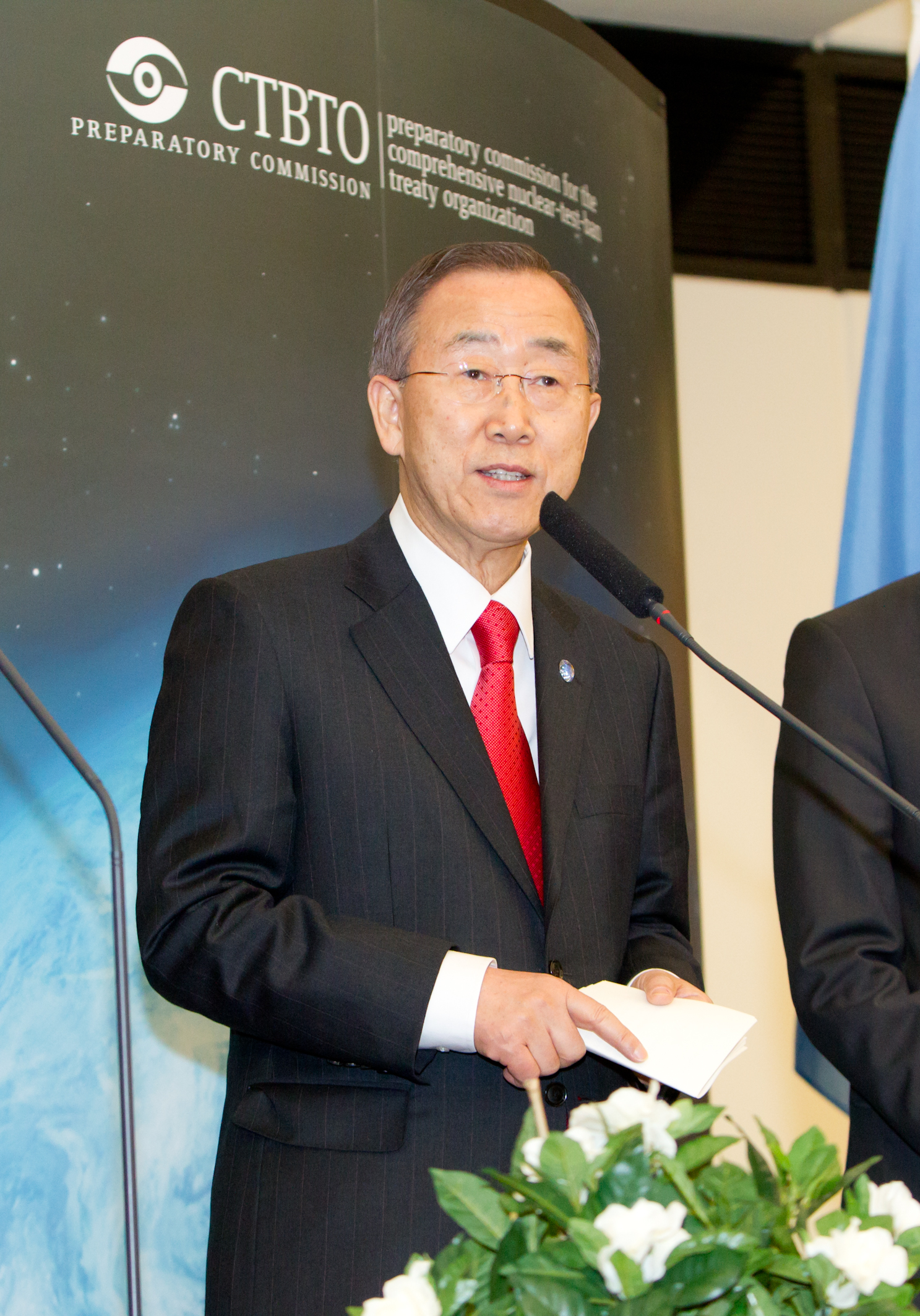
潘基文（オーストリア・ウィーン、2012年2月）

潘は外交通商部長官就任後、マスコミとの会見においては、小泉純一郎首相の靖国神社の参拝強行、日本政府の「歴史歪曲」や竹島に対する領有権主張などによって日韓関係が冷え込んでいると主張、日韓関係改善には日本が歴史問題を正しく認識すべきであると主張した。
一方で、潘は小泉の首相時代の靖国神社への参拝で日韓関係が冷え切った中でも関係改善に努力していた点から、日本の外務省にもいい印象を与えている。北朝鮮の核問題などをめぐる交渉で知己を得た、アジア大洋州局長の佐々江賢一郎は「バランスが取れ、よく考える人だ。何より日本への偏見がないのがいい」と評価する。
2006年10月20日にソウルを訪問した麻生太郎との会談で、潘は北朝鮮による日本人拉致問題に触れ、「拉致問題では国連事務総長として特別の関心を払いたい。協力していきたい」と述べた。潘は11月6日に訪日し、再び麻生と会談、日本人拉致事件について「拉致問題に関する日本の関心は誰よりも承知している。事務総長としてできる協力をしたい。役に立つことがあるのではないか」と述べた。
一方で、慰安婦問題に対しては米国下院の決議案を支持する姿勢を堅持したり、自身主催の国連本部開催でのコンサート上で日本海を「東海」に変更すべきだというパンフレットを来場者に配布したりと、現在の日本政府の立場とは相容れない部分もある。2015年12月28日に結ばれた慰安婦合意では、「朴槿恵大統領がビジョンを持って正しい勇断をしたことを歴史が高く評価するだろう」と支持する姿勢を示した。
以上の日本への対応から、一部では「潘が事務総長である間は日本の常任理事国入りは叶わない」ともされている。ただし潘自身は、国連安保理の拡大の必要性を認めている。
2010年8月6日、広島で開催された広島平和記念式典に国連事務総長として初めて出席した。また、それに先立つ8月5日には長崎を訪問し、被爆者との面会や爆心地公園での演説を行った。長崎への訪問も歴代国連事務総長では初めてである。
2015年8月12日、安倍談話に対して中立性に欠ける韓国擁護発言をしたとされる
。
2016年11月28日、南スーダンPKO任務にて、自衛隊の南スーダンへの派遣を「深く感謝している」と述べ、PKO協力法改正で可能となった「駆け付け警護」を念頭に「より大きな貢献をしようとしていることについて完全に支持する」と強調した。
韓国で行われた統一教会主導の安倍晋三の韓国葬において主催者に名を連ねた。

## 人物
国際連合事務総長では唯一、自分の信仰している宗教の有無を明言していない。
2015年12月14日、ニューヨークで開かれた国連報道協会の忘年会で、自分がいかに過酷な勤務を行っているかを説明するPVを発表した。一日の睡眠時間は2時間未満、食事やトイレの最中も事務を行い、スーツのまま就寝するという内容だった。

## 家族
潘基文には兄弟姉妹がいることが知られているが、詳細な人数や名前については公式にはあまり言及されていない。
2017年1月10日、マンハッタンのアメリカ合衆国連邦裁判所は潘基文の弟とその息子（潘の甥）を中東の当局者に賄賂を贈ろうとした罪で起訴した。ただ、仲介人となるはずだったアメリカ人の男が着服したため、実際に賄賂が支払われることはなかったという。アメリカ在住の甥は逮捕されたが韓国在住の弟は所在が不明のため、現在アメリカ政府が韓国側に対し逮捕を要請している。

## 発言

### 「（日本に）金を返してやらねばならない」
大統領である朴槿恵による「崔順実ゲート」疑惑によって大統領選の前倒しが指摘される中、潘は有力な大統領候補として名が挙がるようになった。その後、2016年12月30日に釜山の日本総領事館において慰安婦像の設置問題が発生し、日韓両国の関係が緊迫化。2017年1月12日には民団からも像の撤去を求める声が上がった。こういった中、国連事務総長時代は慰安婦問題日韓合意を歓迎していた潘は同日、韓国に移動する飛行機内で中央日報記者に対して、次のような強気な発言を行った。
なお日本政府側は、官房長官の菅義偉が、日韓の合意が最終的かつ不可逆な合意であったことを前提に合意の着実な実施を求め、釜山の慰安婦像がウィーン条約に違反するとの立場を表明した。